# Mackenzie Island (Western Australia)
Mackenzie Island ist eine unbewohnte Insel im australischen Bundesstaat Western Australia. Sie ist 19,8 Kilometer vom australischen Festland entfernt.
Die Insel ist 790 Meter lang, 450 Meter breit und etwa 32 Hektar groß. In der Nähe liegen die Inseln Libke Island, Hood Island und Howe Island.